# York Park
York Park è un impianto sportivo australiano di Launceston, città della Tasmania.
Benché multifunzione, è dedito principalmente al football australiano e, più recentemente, al cricket.
Fu costruito tra il 1919 e il 1920 e inaugurato nel 1921, e tra i principali appuntamenti sportivi ospitati figura la Coppa del Mondo di rugby 2003.
Al 2020 è impianto interno del club di football australiano dell'Hawthorn nonché della formazione di cricket femminile dell'Hobart Hurricanes.
Di proprietà della municipalità di Launceston, dal 2017 lo stadio porta il nome commerciale dell'Università della Tasmania, mentre in precedenza fu sponsorizzato dalla compagnia statale di energia elettrica Aurora.
La sua capienza è di 19500 spettatori.

## Storia
Prima degli insediamenti europei, l'area su cui sorge l'impianto attuale era descritta come paludosa e soffocata delle erbacce e fu adibita a discarica anche successivamente alle prime urbanizzazioni.
Tra il 1881 e il 1886 fu costruita un prima serie di impianti su un lotto di circa 200000 m², all'epoca nota come Inveresk Park, acquistata a scopo ricreativo dal consiglio municipale di Launceston, che fu inaugurata da una partita di cricket.
Nel 1901 fu approvata dal consiglio comunale una mozione di modifica del nome degli impianti sportivi in York Park in onore dell'allora duca di York ‒ successivamente divenuto sovrano con il nome di Giorgio V ‒ appena recatosi in visita in Tasmania.
Nel 1919 fu indetto un concorso architettonico per un complesso sportivo integrato e il vincitore, premiato con 20 £, presentò un progetto che prevedeva due campi da tennis, un prato per bocce, una pista ciclistica, un campo da cricket e uno da sport con la palla.
Ancora parzialmente incompleto, il nuovo York Park fu inaugurato il 1º gennaio 1921.
Poco tempo dopo fu realizzata la pista di ciclismo che circondava l'ovale dello stadio di cricket, ma la soluzione non soddisfaceva né corridori né pubblico, ragion per cui nel 1938 se ne decise la sostituzione con una interna all'impianto.
Per tutto il resto del XX secolo lo stadio fu dedicato sostanzialmente alla pratica del football australiano e andò avanti attraverso ristrutturazioni minori.
Nel 1999 fu avviato un lavoro di rinnovamento dell'ovale grazie anche a dei fondi stanziati dal governo dello Stato della Tasmania e dal comune di Launceston
: tra il 1999 e il 2000 furono ristrutturati il campo da gioco, le recinzioni, gli ingressi e altri elementi di ornamento per una cifra di circa 1500000 AUD come parte di un progetto più ampio di ristrutturazione del costo di 6500000 dollari che comportava rifacimento dell'impianto di drenaggio del terreno, cinque torri per l'illuminazione notturna e una nuova tribuna da 2500 posti.
Nel 2002 l'International Rugby Football Board assegnò all'Australia l'organizzazione della Coppa del Mondo di rugby 2003; il comitato organizzatore del torneo incluse York Park tra le sedi destinate ad accogliere la manifestazione, della cui fase a gironi ospitò l'incontro tra Namibia e Romania vinto da quest'ultima per 37-7.
Nel 2004 il consiglio comunale cittadino firmò un accordo di naming con la compagnia pubblica d'elettricità Aurora, a seguito del quale York Park assunse il nome commerciale di Aurora Stadium.
Nel 2005 affrontò una ristrutturazione radicale del costo di circa 20 milioni di dollari e tre anni più tardi un incendio doloso provocò danni di circa mezzo milione di dollari alle strutture della tribuna centrale.
A seguito di ciò, fu sottoposto a nuovi radicali lavori di ristrutturazione del costo di circa 10000000 di dollari, a cura dello studio Philp-Lighton.
Dal 1º gennaio 2017 l'impianto, della capacità di 19500 posti, porta il nome commerciale di University of Tasmania Stadium dopo un accordo con l'Università della Tasmania della durata di cinque anni.

### Usi alternativi al football australiano
Come detto, York Park ospitò nel 2003 incontri della Coppa del Mondo di rugby, nel corso della quale vide di scena il primo incontro internazionale della sua storia.
Per quanto riguarda altresì il calcio, non avendo Launceston una sua squadra nel massimo campionato, ospitò un incontro di National Soccer League tra Melbourne Knights e Perth Glory nella stagione 2001-02.
Dalla stagione di A-League 2007-08 divenne consuetudine ospitare almeno un incontro all'anno in tale impianto.
Dal 2015 ospita inoltre la formazione femminile di cricket Twenty20 dell'Hobart Thunder e dal 2017 anche quella maschile dello stesso club.

## Incontri internazionali di rilievo

### Rugby a 15
| Arbitro: | Peter Marshall |

|             |      |                                                             |
| Isaacs 54’  | mt   | 2’ Petrichei 25’ Sîrbu 28’ Chiriac 40’ Săuan 79’ Teodorescu |
| Wessels 54’ | tr   | 2’, 25’, 28’ Tofan                                          |
|             | c.p. | 11’, 17’ Tofan                                              |